# Гидроусилитель руля

Следящий гидропривод. Сверху показан золотник, переключающий гидравлические потоки в соответствии с положением штока золотника. Снизу — силовой гидроцилиндр двойного действия, осуществляющий перемещение конструкции в двух направлениях

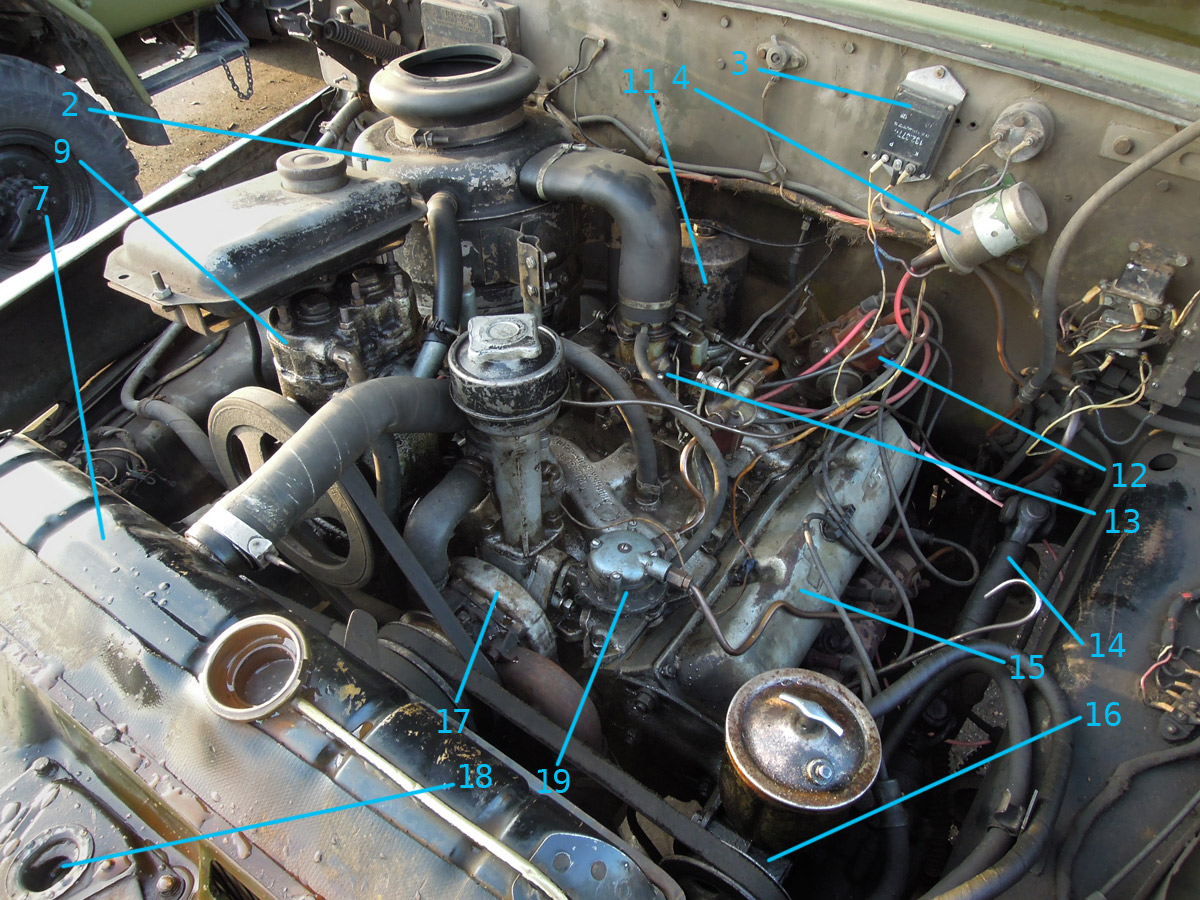
Насос ГУР (16) с ременным приводом от двигателя и стоящий на нём бачок на грузовике ЗИЛ-131

Гидравлический усилитель руля (ГУР) — автомобильная гидравлическая система, часть рулевого механизма, предназначенная для облегчения управления направлением движения автомобиля при сохранении необходимой «обратной связи» и обеспечении устойчивости и однозначности задаваемой траектории.
Гидроусилитель руля устроен так, что при отказе усилителя рулевое управление продолжает работать (хотя руль при этом становится более «тяжёлым»).
В Советском Союзе (СССР) впервые был применён в 1950 г. на карьерном самосвале МАЗ-525. Первый советский легковой автомобиль, оснащенный ГУР — автомобиль высшего класса ЗИЛ-111 (1958 г.).

## Назначение гидроусилителя рулевого управления
Для уменьшения усилия, прикладываемого при повороте рулевого колеса, смягчения ударов, передающихся на рулевое колесо при наезде управляемых колес на неровности дороги, и повышения безопасности при разрыве шин переднего колеса в конструкцию рулевого управления некоторых автомобилей вводят специальные гидроусилители.

## Устройство
Гидроусилитель представляет собой замкнутую гидравлическую систему, состоящую из насоса (как правило, пластинчато-роторного), регулятора давления, бачка с запасом гидравлической жидкости, управляющего золотника и силового гидроцилиндра.
Насос (с приводом от двигателя автомобиля или электромотора), регулятор давления (обычно в виде перепускного клапана, сливающего избыток расхода насоса мимо золотника) и бачок с запасом гидравлической жидкости предназначены для создания рабочего перепада давлений в гидросистеме усилителя.
Силовой гидроцилиндр двойного действия (то есть умеющий создавать усилие в двух направлениях) в современных легковых автомобилях обычно интегрируется с рулевой рейкой и передает усилие на неё. Золотник устанавливается на рулевой колонке и реагирует на вращательный момент на валу колонки.
Придумано множество способов преобразовать вращательный момент рулевого колеса в работу золотника. Большинство основаны на подвижности отдельного участка вала рулевой колонки. В современных машинах роль подвижного элемента колонки обычно играет торсион — радиально пружинящий участок вала рулевой колонки. Золотник реагирует на угловой сдвиг между концами торсиона при наличии усилия на руле. Существуют конструкции с осевой подвижностью участка вала рулевой колонки: осевое перемещение задается винтовой передачей, преобразующей вращательное усилие руля в поступательное движение штока золотника. В некоторых конструкциях усилие поворота колес регистрируется не на рулевой колонке, а на других узлах передачи усилия от руля к колесу.

### Пример гидроусилителя, совмещённого с рулевым механизмом — гидроусилитель, применяемый на автомобилях ЗИЛ-130 и ЗИЛ-131
Принцип работы гидроусилителя руля автомобиля ЗИЛ-130:
При прямолинейном движении автомобиля золотник за счёт пружин удерживается в нейтральном положении, при этом все каналы золотника открыты.
При повороте — при вращении руля винт вращается и вкручивается в шариковую гайку. При этом он смещается вместе с золотником и подшипниками и смещает плунжеры, сжимая пружины. Как только подшипники упрутся в корпус, винт с золотником перестанет смещаться, а смещаться начнёт шариковая гайка с поршнем и рейкой, при этом как бы накручиваясь на винт. При смещении золотника центральный канал от насоса останется связанным с одним из боковых каналов, а другой боковой канал останется связанным с каналом слива. При смещении поршня усилие будет передаваться от рейки сектору, а от него через вал сошке. Так как центральный канал от масляного насоса связан с одним из боковых каналов, то масло пойдёт из него в одну из полостей гидроцилиндра и будет давить на поршень, помогая смещать его и облегчая усилие, прилагаемое на рулевое колесо.
При прекращении вращения руля винт перестаёт вкручиваться в гайку и минимальное движение поршня передаётся на винт и золотник. Золотник возвращается в нейтральное положение. Все каналы открываются, масло от насоса начинает уходить на слив, и усилитель прекращает свою работу. Кроме того, возвращению золотника в нейтральное положение способствуют пружины, давящие на плунжеры и на подшипники.
При увеличении сопротивления повороту начнёт возрастать давление в линии от насоса через золотник в одну из полостей гидроцилиндра. Эта линия связана с полостью между плунжерами, где находятся пружины. Повышенное давление будет давить на плунжеры, а они — на подшипники. Плунжеры будут стараться вернуть золотник в нейтральное положение. Часть масла начнёт уходить на слив, а водитель почувствует дополнительное сопротивление вращению руля — следящее действие за усилием.
При неработающем двигателе насос не накачивает масло и усилитель не работает. Управление автомобилем может осуществляться. При вращении руля поршень смещается и вытесняет масло из одной полости в другую через обратный клапан, и масло не мешает движению поршня.

### Пример гидроусилителя, совмещённого с продольной тягой — гидроусилитель, применяемый на автомобилях МАЗ и КрАЗ-255
Принцип работы гидроусилителя руля автомобиля КрАЗ-255:
При прямолинейном движении — золотник находится в нейтральном положении, все каналы открыты и масло от насоса уходит на слив.
При повороте усилие от рулевого колеса передаётся через рулевой механизм на сошку. Сошка тянет шаровый палец, а он смещает стакан и золотник примерно на 1 мм. Как только стакан упрётся в корпус, усилие будет передаваться корпусу, а от него через другой шаровый палец продольной тяге и далее. Так как золотник сместился, канал от насоса остался связанным только с одной полостью цилиндра, а другая полость осталась связана с каналом слива. Масло, поступающее в цилиндр, смещает корпус за счёт давления в ту сторону, в которую его тянет сошка, облегчая водителю поворот руля. Масло, поступающее в цилиндр, давит на корпус за счёт давления, а опорой для него является поршень и шток, соединенные с балкой переднего моста.
При прекращении поворота руля золотник возвращается в исходное положение за счёт остаточного давления масла, которое давит на торец золотника. Торцевая полость золотника связана с основным каналом отверстием в бурте.
При увеличении сопротивления повороту растёт давление в усилителе, которое действует и на торцевую поверхность золотника и старается вернуть его в исходное положение, создавая дополнительное сопротивление на рулевом колесе. Следящее действие осуществляется по принципу остановки вращения руля.

## Эксплуатация

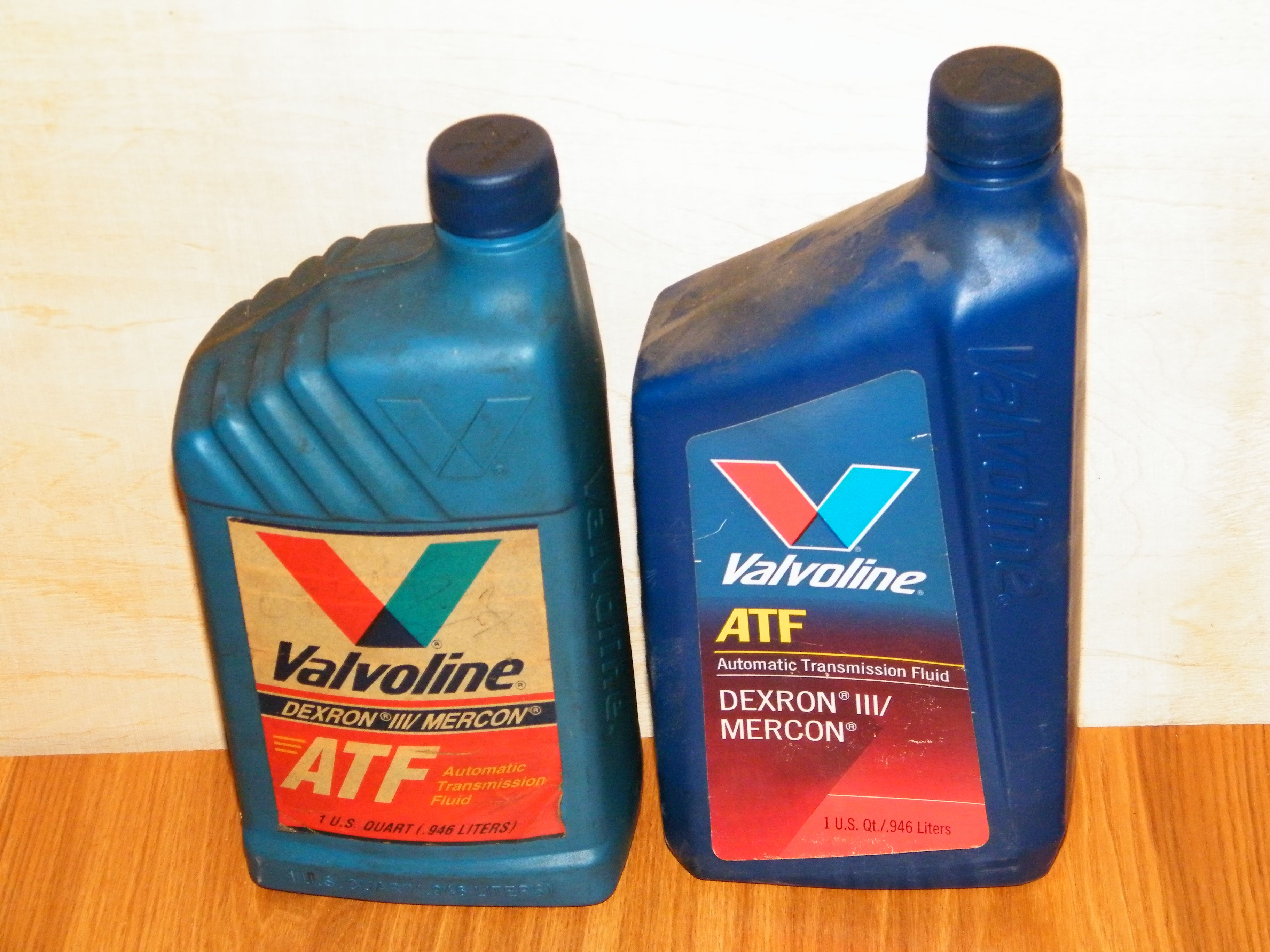
Automatic transmission fluid (ATF) Dexron III

Для предотвращения возникновения аварийно-опасных ситуаций, связанных с отказом системы рулевого управления автомобиля, необходимо периодически производить контроль наличия масла в бачке ГУРа. При заметном снижении его уровня, не связанного с температурой, углом поворота колес, наклоном автомобиля и т. п., необходимо проверить герметичность узлов гидравлического контура: шланги, места их вводов и т. д.
Для увеличения срока службы элементов ГУРа и системы в целом, рекомендуется один раз в 1—2 года производить замену рабочей жидкости.
В инструкции по эксплуатации большинства автомобилей подчеркивается, что нельзя удерживать колеса в крайнем положении более 5 сек, так как это может привести к перегреву масла, вплоть до его закипания, и выходу системы из строя.
В качестве рабочей гидравлической жидкости (а также смазочного масла деталей гидроусилителя) применяется:
На советских грузовых автомобилях применяется веретенное (индустриальное) масло.
На современных автомобилях применяется или жидкость для гидроусилителей (Power steering fluid) или жидкость для автоматических трансмиссий (Automatic transmission fluid или ATF или Dexron III).
Перед заливкой масла в агрегат рекомендуется ознакомиться с инструкцией по эксплуатации.

## Сервомеханизмы
Сервомеханизм является разновидностью гидравлического усилителя рулевого управления. Применяются сервомеханизмы на гусеничной технике для уменьшения усилия, прилагаемого на рычаг управления при повороте.
Устройство сервомеханизма трактора Т-130:
- Корпус
- Толкатели
- Поршни
- Пружины
- Рычаги с валиками
- Плунжер

Принцип работы сервомеханизма трактора Т-130:
При прямолинейном движении — отверстия в поршнях открыты и масло через них уходит от насоса на слив.
При повороте — усилие от рычага передаётся толкателю. Толкатель прижимается к поршню, закрывает отверстие в поршне и давит на него. Перед поршнем начинает возрастать давление, за счёт него смещается плунжер и закрывает канал ко второму поршню. Так как масло теперь поступает только к закрытому поршню, давление возрастает настолько, что начинает смещать поршень, от поршня усилие передаётся на рычаг-валик-рычаг-вилка.
При отпускании рычага — отверстие в поршне открывается, масло уходит на слив, давление падает, и все детали возвращаются в исходное положение.